# K.B. Singh
Pour les articles homonymes, voir Singh.
Kunwar Bachint Singh, dit K.B. Singh, né au Pendjab en Inde britannique en 1905 et mort à Suva en avril 1979, est un homme politique fidjien.

## Biographie
Scolarisé dans son Pendjab natal, il travaille ensuite dans l'administration coloniale britannique à Delhi. Dans cette ville, il s'initie à la politique, notamment auprès du nationaliste Lala Lajpat Rai. Il étudie ensuite la gestion à Singapour puis s'établit aux Fidji en janvier 1930 et y travaille comme enseignant. 
Décrit comme un « brillant orateur », il est élu secrétaire général du Syndicat des Travailleurs indiens des Fidji (Indian Labour Union of Fiji), puis est élu représentant indo-fidjien au Conseil législatif des Fidji aux élections de 1932. Il démissionne en février 1933 lorsque le Conseil refuse d'abolir les listes électorales ethniques et de les remplacer par une unique liste nationale n'établissant pas de distinction ethnique entre les citoyens. Sa démission provoque une élection partielle, qu'il remporte.
Il est fait juge de paix en 1934. Il ne se représente pas aux élections législatives de 1937, mais conserve un siège au Conseil législatif en tant que membre nommé par le gouverneur Sir Arthur Richards (en). Il est nommé membre du Conseil exécutif de la colonie en 1946, devenant le premier Indo-Fidjien à y siéger, et quitte le Conseil législatif l'année suivante. En juin 1948, il est fait officier de l'ordre de l'Empire britannique en reconnaissance de son travail dans le service public,.
Il demeure membre du Conseil exécutif jusqu'en 1963, et meurt en 1979.